# 김영의
김영의 (金永義, 1908년 1월 11일 ~ 1986년 11월 26일)는 대한민국의 서양 고전 음악가이다.

## 생애
이화여자전문학교 본과를 나왔고 1939년 줄리아드 학교를 졸업했다. 1934년 에머슨 홀에서 제1회 연주회를 가졌고 1959년에는 동남아 음악 교육자 대회에 참가하기도 했다. 예술원 회원으로 1960년도 문화포상을 받은 바 있고, 이화여대 음대 학장과 학교법인 이화학당 이사장을 역임하였다.